# Banu Kanz
I Banu Kanz (in Arabo "Figli di Kanz") furono un gruppo di Arabi qahtanidi (Rabī'a) che emigrarono in Egitto, dopo aver probabilmente scacciato la popolazione dei Beja penetrando nel deserto orientale a est del fiume Nilo intorno ad Assuan. Durante questo periodo le miniere d'oro della regione vissero un rapido rifiorire.
Nel 1004, l'Imam fatimide al-Hakim conferì il nome Kanz al-Dawla al leader della tribù per il merito di avere catturato il fuggitivo Abu Rakwa. Nel 1066, i Kanz al-Dawla Nasir invasero il regno di Nobazia ma vennero respinti e subirono gravi razzie nel loro stesso territorio. Nonostante ciò, questo clan ottenne un enorme potere nella regione, guadagnandosi il controllo della regione di Assuan e l'indipendenza formale prima di essere sconfitto dagli Ayyubidi al comando di Turunshah nel 1174.
Contrariamente a quanto affermano delle conclusioni troppo semplicistiche, i Banu Kanz non conquistarono mai il regno di Makuria, il più importante regno Cristiano del medioevo in Nubia, ma si inserirono nella dinastia reale di Makuria tramite una accorta politica matrimoniale. A causa dell'usanza del regno di Makuria, ereditato dall'antico regno di Kush, secondo il quale il trono veniva ereditato dal nipote del re, alcuni membri del clan Banu Kanz ereditarono il trono del regno nel 1320.